# 西維吉尼亞州議會大廈
西維吉尼亞州議會大廈（West Virginia State Capitol）是美國西維吉尼亞州議會的開會地點和西維吉尼亞州長的辦公場所，位於西維吉尼亞州首府查爾斯頓。西維吉尼亞州議會大廈高89米，是西維吉尼亞州內最高的建築。